# Port Alberni
Port Alberni este un oraș situat pe Insula Vancouver , în provincia British Columbia, Canada. Port Alberni are o populație totală de 17.743 locuitori.

## Legături externe
- Comunitatea Profil: Port Alberni (Oraș), British Columbia; Statistics Canada[nefuncțională]
- Comunitatea Profil: Port Alberni (Recensământ Aglomerare), British Columbia; Statistics Canada Arhivat în 13 august 2020, la Wayback Machine.